# Nick Cravat
Nick Cravat właśc. Nick Cuccia (ur. 11 stycznia 1912, zm. 29 stycznia 1994) – amerykański aktor filmowy, akrobata i kaskader.
Nick Cuccia urodził się 11 stycznia 1912 roku w Nowym Jorku. Podczas pobytu na obozie letnim w Nowym Jorku zaprzyjaźnił się z Burtem Lancasterem. Obaj stworzyli akrobatyczny duet „Lang & Cravat”, który występował w latach trzydziestych w cyrku Kay Brothers na Florydzie. Duet pojawiał się też w innych cyrkach i wodewilach. Oprócz występów scenicznych zagrali wspólnie w dziewięciu filmach, z których najbardziej znane to „Płomień i strzała” z 1950 oraz „Karmazynowy pirat” z 1952. Nick Cuccia przyjął w tym okresie pseudonim Nick Cravat pod którym występował.
Prywatnie był dwukrotnie żonaty. Z drugiego małżeństwa miał dwie córki - Marcelinę „Marcy” Cravat-Overway i Christine „Tina” Cravat. Zmarł w 1994 na raka płuc.

## Wybrana filmografia
- 1977: Wyspa doktora Moreau (The Island of Dr. Moreau) jako M'Ling
- 1972: Ucieczka Ulzany (Ulzana's Raid) jako kawalerzysta
- 1968: Łowcy skalpów (The Scalphunters) jako Yancy
- 1967: Zachodni szlak (The Way West Calvelli)
- 1958: Dramat w głębinach (Run Silent Run Deep) jako Russo
- 1957: Historia ludzkości (The Story of Mankind) jako uczeń diabła
- 1955: Davy Crockett, król pogranicza (Davy Crockett, King of the Wild Frontier) jako Busted Luck
- 1954: Ryszard Lwie Serce i krzyżowcy (King Richard and the Crusaders) jako Nectobanus
- 1954: Wielki cyrk (3 Ring Circus) jako Timmy
- 1952: Karmazynowy pirat (The Crimson Pirate) jako pirat Ojo
- 1950: Płomień i strzała (The Flame and the Arrow) jako Piccolo